# Lionel Scaloni
Lionel Sebastián Scaloni (Rosário, 16 de maio de 1978) é um treinador e ex-futebolista argentino que atuava como lateral-direito. Atualmente comanda a Seleção Argentina.
Campeão da Copa do Mundo FIFA de 2022, realizada no Catar, Scaloni levou a Albiceleste ao título mundial depois de 36 anos. Após a conquista, o comandante superou nomes como Josep Guardiola e Carlo Ancelotti e foi eleito o melhor técnico do ano, sendo o primeiro argentino a conseguir esse prêmio.

## Carreira como jogador
Nascido na província de Santa Fé, estreou no Campeonato Argentino em 1995, jogando pelo Newell's Old Boys. Em 1996 foi contratado pelo Estudiantes, clube que permaneceu até 1997, até transferir-se para o Deportivo La Coruña.

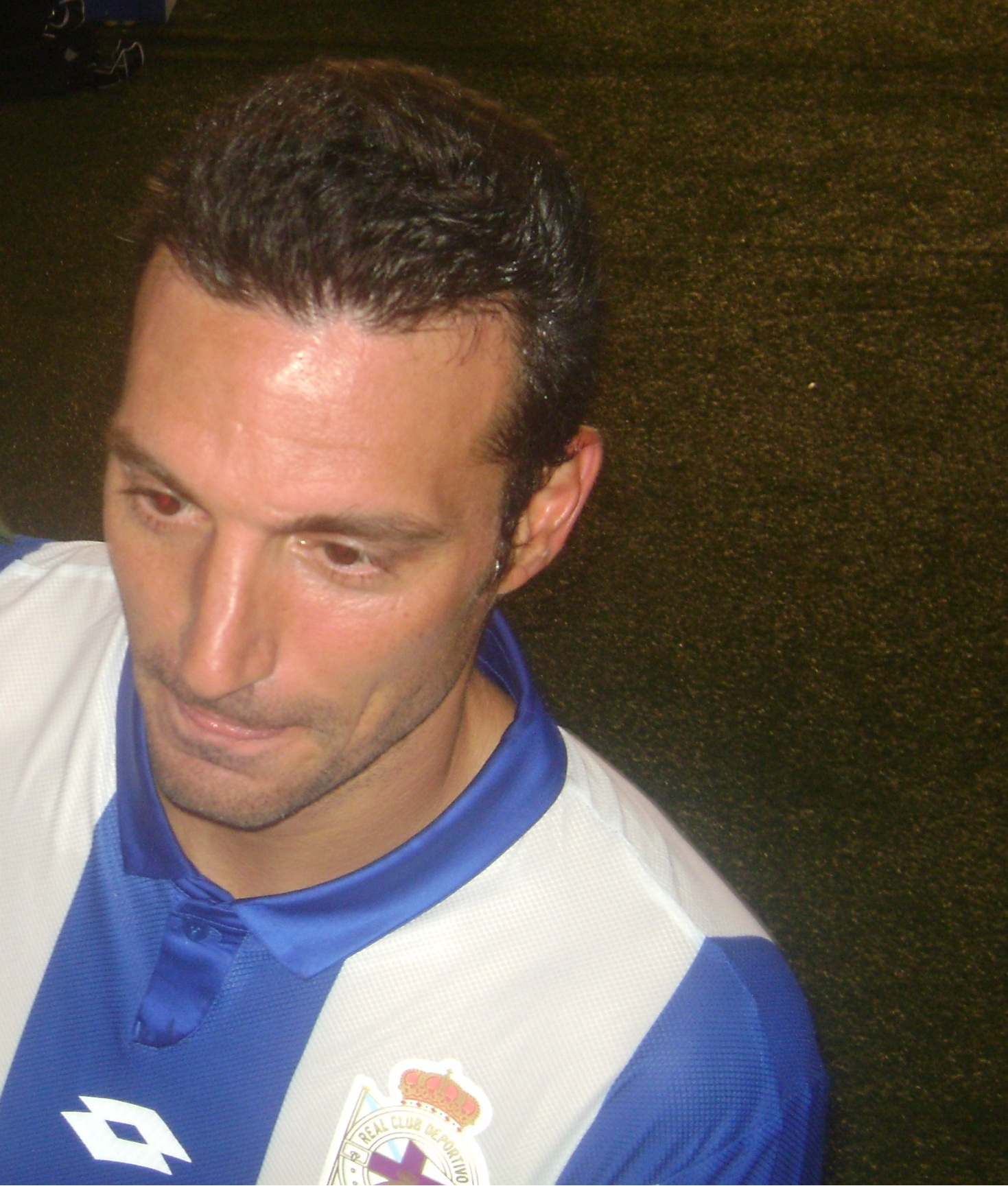
Scaloni com a camisa do Deportivo La Coruña

Estreou na La Liga no dia 4 de janeiro de 1998, em uma partida contra o Sporting de Gijón. Pelo La Coruña ele faturou um Campeonato Espanhol, uma Copa do Rei e uma Supercopa da Espanha. É considerado um dos maiores ídolos da torcida do Depor.
Como não teve continuidade no clube espanhol, em janeiro de 2006 preferiu ser cedido por empréstimo ao West Ham, onde jogou o resto da temporada como titular. Após não ter o empréstimo renovado, em setembro foi contratado pelo Racing de Santander.

### Seleção Nacional
Foi convocado em oito ocasiões para integrar o plantel da Seleção Argentina principal, e fez parte dos 23 convocados para a Copa do Mundo FIFA de 2006, realizada na Alemanha.
Com a Seleção Sub-20, conquistou o Mundial de 1997, disputado na Malásia. Scaloni marcou um dos gols mais bonitos da competição no jogo das quartas de final contra o Brasil, quando driblou um defensor brasileiro na linha de fundo, invadiu a grande área e finalizou quase sem espaço acertando o ângulo. A equipe na época era dirigida pelo técnico José Pékerman, que viria a comandar a Argentina na Copa do Mundo de 2006.

## Carreira como treinador
Depois de ser auxiliar técnico no Sevilla e na Seleção Argentina, Scaloni assumiu o comando da Albiceleste após a saída de Jorge Sampaoli, em 2018, depois da eliminação para a França na Copa do Mundo realizada na Rússia.
Conquistou a Copa América de 2021, disputada no Brasil, vencendo na final a Seleção Brasileira pelo placar de 1 a 0, em jogo realizado no Estádio do Maracanã.
Scaloni voltou a levantar um título em junho de 2022, a Copa dos Campeões CONMEBOL–UEFA, após vencer a Itália por 3 a 0 no Estádio de Wembley.

### Copa do Mundo de 2022
Na Copa do Mundo FIFA de 2022, realizada no Catar, a Argentina de Scaloni estreou perdendo por 2 a 1 para a Arábia Saudita. Muito pressionado para o jogo seguinte, o treinador alterou a escalação e levou os hermanos ao triunfo por 2 a 0 contra o México. Conquistou mais uma vitória na última partida válida pela fase de grupos, novamente por 2 a 0, dessa vez contra a Polônia, classificando a Argentina em primeiro lugar no Grupo C. Nas oitavas de final, a Albiceleste superou a Austrália e venceu por 2 a 1 no Estádio Ahmed bin Ali, avançando para enfrentar a Holanda nas quartas. Os argentinos tiveram seu desafio mais difícil contra a Laranja, pois venciam até os 55 minutos do segundo tempo e acabaram sofrendo o empate em 2 a 2. Após o empate também na prorrogação, a Argentina contou com o brilho do goleiro Emiliano Martínez e venceu por 4 a 3 na disputa por pênaltis. Na semifinal contra a Croácia, Scaloni não pôde contar com Ángel Di María, machucado, mas o craque Lionel Messi marcou um gol e ainda deu uma assistência na vitória por 3 a 0.
Na final contra a França, no dia 18 de dezembro, em jogo realizado no Estádio Nacional de Lusail, os argentinos empataram por 3 a 3 no tempo normal e na prorrogação. Após grande emoção em mais uma disputa por pênaltis, a Argentina superou os franceses por 4 a 2, sagrou-se campeã e encerrou o jejum de 36 anos sem conquistar uma Copa do Mundo. Muito emocionado depois do título, Lionel Scaloni chorou bastante e afirmou:
| “ | Se meu pai estiver me vendo, acredito que esteja, e minha mãe também... Eles me ensinaram a nunca desistir. Eu desfruto disso. É importante que as pessoas entendam que não sou só eu, mas qualquer outro treinador quer faz as coisas bem. | ” |

## Estatísticas como treinador
Atualizadas até 27 de março de 2024
| Clube            | Jogos | Vitórias | Empates | Derrotas | Aproveitamento |
| ---------------- | ----- | -------- | ------- | -------- | -------------- |
| Argentina Sub-20 | 6     | 4        | 1       | 1        | 80%            |
| Argentina        | 80    | 56       | 17      | 7        | 77.08%         |
| Total            | 86    | 60       | 18      | 8        | 76.74%         |

## Títulos

### Como jogador
Deportivo La Coruña
- La Liga: 1999–00
- Copa do Rei: 2001–02
- Supercopa da Espanha: 2002

Seleção Argentina
- Copa do Mundo FIFA Sub-20: 1997

### Como treinador
Seleção Argentina
- Torneio de COTIF: 2018
- Superclássico das Américas: 2019
- Copa América: 2021 e 2024
- Copa dos Campeões CONMEBOL–UEFA: 2022
- Copa do Mundo FIFA: 2022

### Prêmios individuais
- Treinador de Seleção do Ano da CONMEBOL pela IFFHS: 2021[12]
- Melhor Treinador do Ano FIFA: 2022[1]
- Treinador Sul-Americano do Ano pelo jornal El País: 2022
- Melhor Treinador do Mundo pela IFFHS: 2022 e 2023[13]
- Panchina d'Oro: 2023[14]